# Dinosaur (Disney's Animal Kingdom)
Pour les articles homonymes, voir Dinosaur et Countdown to Extinction (homonymie).
Dinosaur, anciennement nommée Countdown to Extinction, est une attraction unique située dans Disney's Animal Kingdom, quatrième parc à thèmes du Walt Disney World Resort en Floride.

## Le concept
Dinosaur propose une expédition dans le passé lointain à la rencontre des dinosaures. L'attraction utilise des véhicules à mouvements renforcés de 12 places qui permettent de simuler une conduite en terrain accidenté ce qui intensifient les effets spéciaux déployés pendant le parcours. Leur aspect évoque la mythique jeep. C'est la même technologie que deux attractions basées sur le thème de Indiana Jones : The Temple of the Forbidden Eye à Disneyland en Californie et The Temple of the Crystal Skull à Tokyo DisneySea.
Les dinosaures sont des audio-animatronics qui reproduisent les espèces suivantes :
- Styracosaurus
- Alioramus
- Parasaurolophus (encore appelé "Hadrosaure")
- Velociraptor
- Carnotaurus
- Cearadactylus (encore appelé "Ptérodactyle")
- Saltasaurus (encore appelé "Sauropode")
- Iguanodon
- Compsognathus

## L'attraction

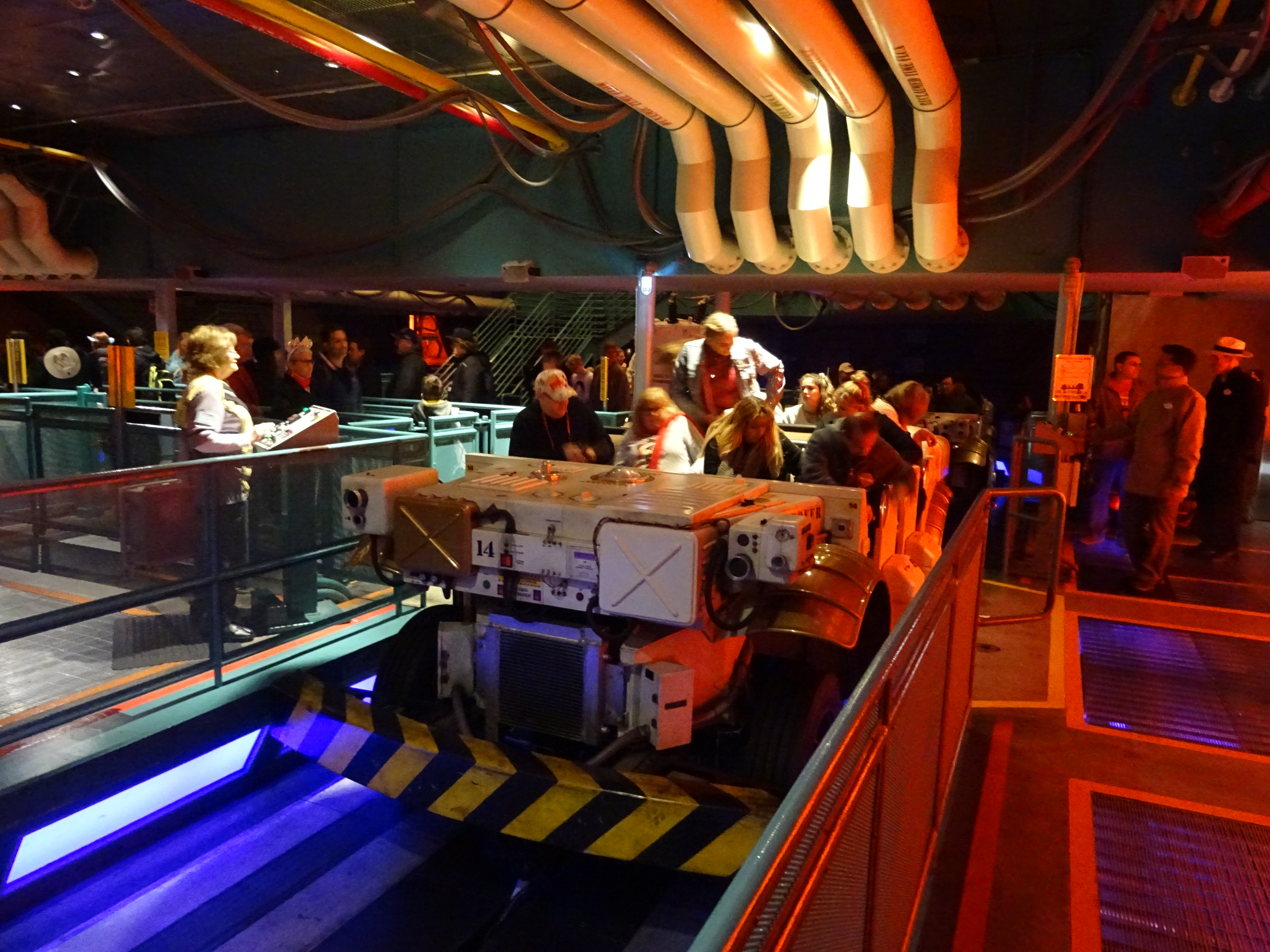
Visiteurs prenant place à bord d'un Timer Rover.

Après avoir parcouru la file d'attente où sont exposés beaucoup de fossiles, les visiteurs pénètrent dans une rotonde où trône en son centre un imposant squelette de Carnotaurus.
Ensuite dans une autre salle, un exposé sur la théorie de l’extinction des dinosaures causée par une chute de météorites est présenté.
Suivi par un film concernant le Dino Institute un laboratoire de recherche qui produit le "Time Rover" (littéralement le "Vagabond du Temps"), véhicule permettant de voyager dans le passé vers la période du Crétacé pour contempler la vie des dinosaures. La présentation est interrompue par le Dr Seeker chercheur dissident, qui demande aux visiteurs de ramener un iguanodon vivant.
Les visiteurs montent ensuite à bord du "Time Rover" qui se dirige non pas vers une époque paisible du Crétacé mais à la suite d'une manipulation du Dr Seeker, plutôt vers la période périlleuse précédant la chute des météores. Le "Time Rover" arrive dans une forêt sombre, assailli par une succession de dinosaures féroces. Le véhicule bouge dans tous les sens, dans un tonnerre d'effets sonores assourdissants et d'effets visuels impressionnants.
Mais voilà que la pluie de  météorites s’annonce légèrement en avance, surprenant le véhicule et ses passagers. Pourront-ils s'échapper à temps ?
Cette attraction bénéficie du système FastPass
- Ouverture : 22 avril 1998 (avec le parc)
- Ancien nom : Countdown to Extinction jusqu'au 1er mai 2001.
- Durée : 3 min 10 s
- Taille minimale requise pour l'accès : 1,02 m.
- Type d'attraction : parcours scénique en véhicules à mouvements renforcés
- Situation : 28° 21′ 19″ N, 81° 35′ 18″ O